# Hyllisia trivittata
Hyllisia trivittata är en skalbaggsart som beskrevs av Stefan von Breuning 1940. Hyllisia trivittata ingår i släktet Hyllisia och familjen långhorningar. Inga underarter finns listade i Catalogue of Life.